# Павшино (Шекснинский район)
Павшино — деревня в Шекснинском районе Вологодской области.
Входит в состав сельского поселения Чёбсарское, с точки зрения административно-территориального деления — в Чёбсарский сельсовет.
Расстояние по автодороге до районного центра Шексны — 24 км, до центра муниципального образования Чёбсары — 5 км. Ближайшие населённые пункты — Нефедково, Селино, Коротково, Дудкино, Горка.
По данным переписи в 2002 году постоянного населения не было.